# Сомалийско-южнокорейские отношения
Сомалийско-южнокорейские отношения — двусторонние дипломатические отношения между Сомали и Республикой Кореей. Впервые были установлены 25 сентября 1987 года.

## История
Южная Корея официально признаёт и поддерживает дипломатические отношения с федеральным правительством Сомали. В мае 2013 года президент Сомали Хасан Шейх Махмуд принял верительные грамоты нового посла Южной Кореи в Могадишо Ким Чан Ву — первого за многие годы дипломатического представителя страны Азиатско-Тихоокеанского региона, который работает в Сомали. Чан Ву также объявил, что Южная Корея вновь откроет своё посольство в столице Сомали. Кроме того, посол указал, что его администрация поддержит текущие усилия правительства Сомали по восстановлению, используя в процессе собственный опыт Южной Кореи в постконфликтном восстановлении и развитии, полученный в результате Корейской войны. Он также заявил, что его администрация снова запустит сельскохозяйственные и технические проекты в Сомали, как это делали власти Южной Кореи в прошлом.
В 2020 году 32-я партия подразделения по борьбе с пиратством ВМС Южной Кореи покинула юго-восточный портовый город Пусан, чтобы начать выполнение миссий по борьбе с пиратством в водах Сомали — в Аденском заливе и Ормузском проливе.